# Benigní hyperplazie prostaty

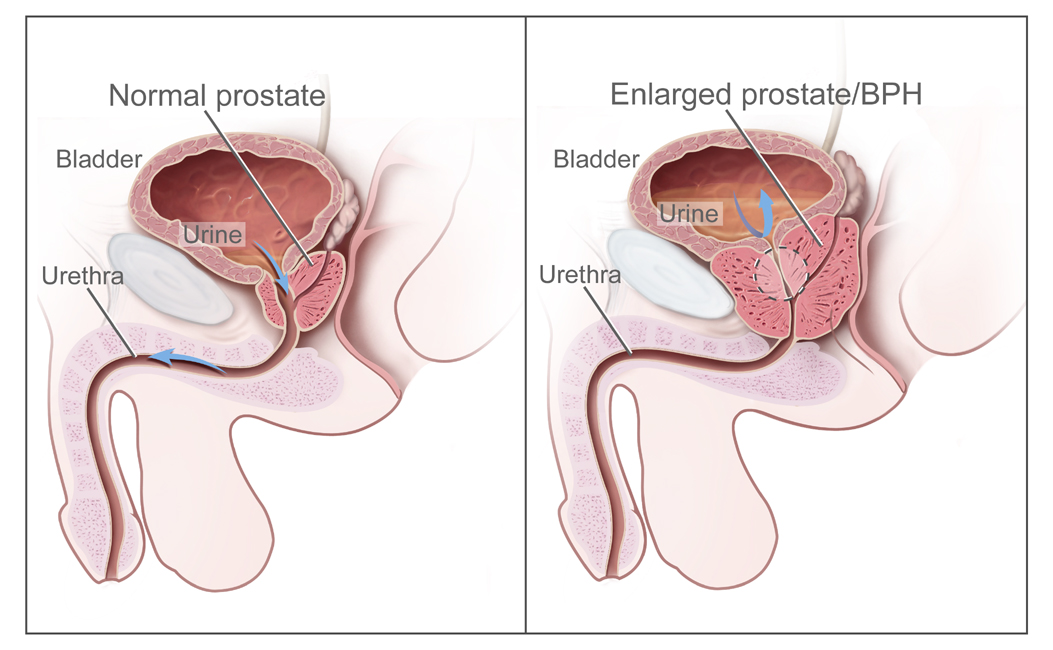
Levý obraz je normální prostata a pravý zobrazuje benigní hyperplazii prostaty

Benigní hyperplazie prostaty (BHP, adenomatóza, adenomyomatóza prostaty, angl.. Benign Prostatic Hyperplasia, lat. Hyperplasia prostatae) je nezhoubné zvětšení předstojné žlázy (vnitřní pohlavní orgán muže). Postihuje všechny muže, kteří se dožijí s funkčními varlaty (sekrece androgenů, především testosteronu) dostatečně vysokého věku.

## Anatomie a patogeneze
Prostata je pohlavní orgán, uložený mezi močovým měchýřem (naléhá na trigonum) a svalovým dnem pánve, zepředu je pak ohraničená stydkou sponou (tzv. Retziuv prostor), zezadu rektosigmatem (přes konečník je dobře hmatná). Toto uložení je zásadní pro pochopení symptomatologie a změn, které svým růstem vyvolává. Prostatou procházejí tři vývody. Excentricky směrem vpřed je umístěna močová trubice a párově zadní částí ducta seminalis – společné vývody chámovodu a semenných váčků ústící na vyvýšené části – Veru montanum. Prostata sama obsahuje žlázy, které vytvářejí cca 15 až 30 % ejakulátu – spermatu. Asi z 60 % do něj přispívají semenné váčky; teprve zbytek je spermatický. Žlázy prostaty ústí v počtu několika desítek společných vývodů do močové trubice.
Normální hmotnost prostaty u dospělého muže je 15 až 20 g (Veselský, 2005), při zvětšení může prostata v extrému dosáhnout hmotnosti i přes 1 000 g (Veselský et al, 2006). Velikost prostaty však nekoreluje s obtížemi a velká prostata může být zcela asymptomatická a naopak. Zvětšená prostata v důsledku benigní hyperplazie (BPH – benign prostatic hyperplasia) se projevuje především poruchami močení – hovoříme o symptomech dolních močových cest na podkladě benigní hyperplazie prostaty (LUTS/BHP, LUTS – Lower Urinary Tract Symptoms).
Prostata růstem při BPH utlačuje dno (spodinu) močového měchýře, v němž v důsledku toho narůstá počet adrenogenních receptorů alfa (alfa 1A). Jejich podrážděním dochází k reflexnímu spasmu hladké svaloviny hrdla močového měchýře, prostaty a části močové trubice. Hovoříme o dynamické složce BHP. Tím jak prostata roste v celém objemu, roste také do středu a utlačuje excentricky probíhající močovou trubici a mechanicky ji svírá – anatomická obstrukce. LUTS tak vzniká kombinací obou složek, jež jsou u konkrétních nemocných vyjádřeny různě.
Vydutí spodiny měchýře způsobuje zhoršení jeho vyprazdňování, což vede podle zbytkového objemu moči jednak ke zhoršení podmínek vedoucích k zánětu měchýře a dále ke zmenšení jeho jímacího objemu, což zase v praxi vytváří nutnost časté mikce. Část mužů problém řeší snížením příjmu tekutin, což má ale nechtěné důsledky. Kromě vlivu na celý organismus v jiných oblastech to také znamená koncentrovanější moč ve zbytkovém objemu, což má jednak za následek větší dráždivost měchýře, jednak pak také zvýšení rizika zánětu. Přesto významná část poruch močení u mužů nesouvisí se zvětšenou prostatou v důsledku BHP.
Prostata se dělí na laloky – dva postranní a střední, jde však o jednolitý orgán. BHP vzniká ve stromatu prostaty, které zvětšování odtlačuje žlázový epitel do periferie za vzniku pouzdra (tzv. chirurgické pouzdro, lat. capsula chirurgica). Z chirurgického pouzdra vzniká adenokarcinom prostaty. Růst stromatu je především pro vlivem estrogenů a androgenů, žlázový epitel pod vlivem androgenů. Prostata je dělená také na zóny podle McNeala (etiologicky je významná tzv. tranzitorní zóna, kde se pravděpodobně iniciuje vznik myodenomatózních nodulů).
Možný mechanismus vedoucí k rozvoji BPH byl publikován v roce 2008. Příčinou by měla být nefunkčnost chlopní ve spermatických žílách vedoucí k nárůstu hydrostatického tlaku a více než 100násobnému zvýšení koncentrace testosteronu vzhledem k hodnotám v séru .
Statisticky BHP zjevně souvisí s tzv. západním stylem života. Zda s nedostatkem pohybu, nadbytkem některých látek ve stavě, nebo sexuálním životem se dosud jednoznačně neví. Zdá se také, že existuje určitá souvislost mezi mikrokalcifikacemi prostaty a BPH, protože ta je prokazována u 50–75 % mužů nad 50 let.

## Symptomy
Příznaky pak jsou jímací (měchýř neudrží dostatečnou náplň), jehož důsledkem je častá mikce, noční mikce a dráždivý. V důsledku dráždění vzniká imperativní mikce a tenesmy. A dále pak vyprazdňovací (dlouhá mikce, zpožděný start, postmikční reziduum, slabý proud mikce).
Rostoucí prostata ohrožuje muže růstem postmikčního rezidua (v měchýři po vymočení zůstává více než 300 ml moči), infekce, konkrementů, výchlipek, refluxu moče do ledvin až poškozením funkce ledvin.

## Léčba
V současné době se v první fázi používá léčení léky (farmakoterapie), nejčastěji skupinou blokátorů alfa-adrenergního receptoru. Užívají se i léčiva z bylin (Serenoa repens, Pygeum africanum, Urtica dioica atd.) ale jejich účinek je podle opakovaných studií na velkém vzorku pacientů srovnatelný s placebem. Při nedostatečném účinku léčiv se přistupuje k operativnímu řešení.
Operační metody mají za cíl zmenšení masy prostaty, nebo jejího úplného odstranění. V zásadě se užívají tři operativní přístupy: Transuretrální resekce (TURP ) přes močovou trubici odstraněním masy zevnitř. Používá se laser nebo kauterizační smyčka.
V případě tzv. otevřené operace se používají dva přístupy – transvesikální přes močový měchýř, nebo retropubická prostatektomie přístupem za zadní stěnou močového měchýře. Jsou vyhrazeny pro úplné odnětí žlázy, obvykle větších velikostí, nebo rizikové nemocné.